# Ford Expedition
El Ford Expedition es un  automóvil todoterreno Segmento F fabricado por Ford Motor Company . Su principal rival es el Chevrolet Suburban o Tahoe, su homólogo de la General Motors. Está bastante relacionado con el Ford F-150 y con su equivalente premium de la misma casa, el Lincoln Navigator. 
Es el sucesor del Ford Bronco y desde 2010 se han vendido un total de 1.545.241 unidades. En Estados Unidos es común verlo como vehículo oficial de servicios de bomberos o de emergencias.

## Generaciones

### 1° Generación (UN93 1996-2002)

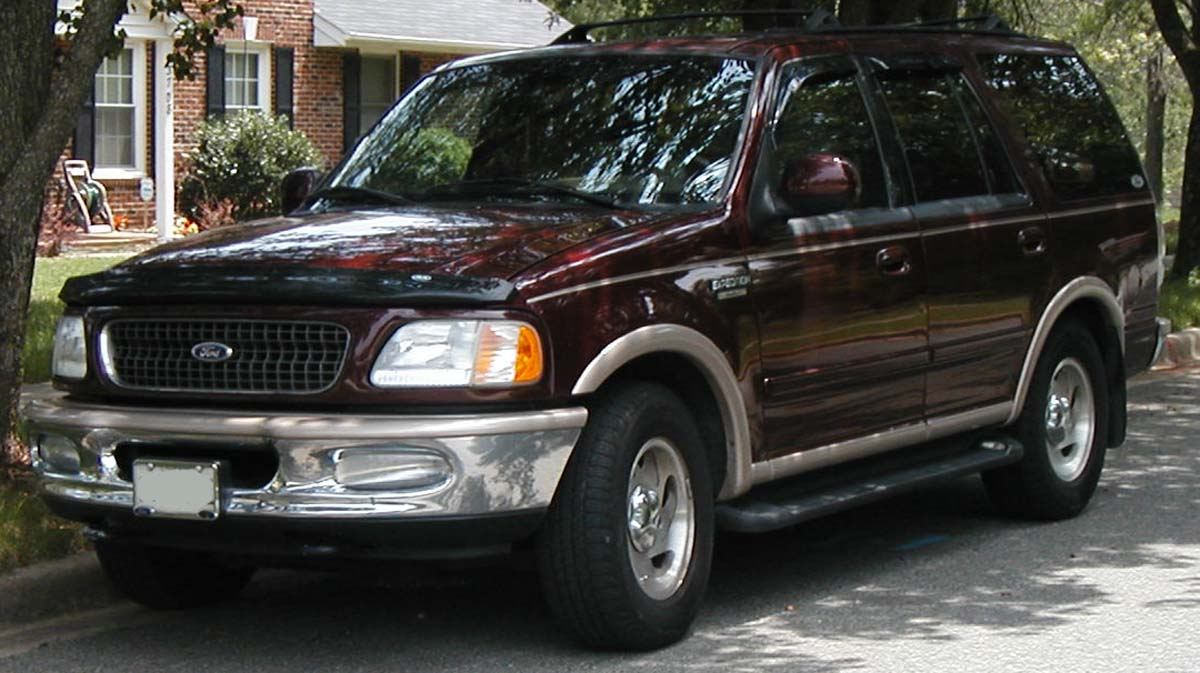
1ª Generación (1997-2002)

Este vehículo fue lanzado en el verano del año de 1996, pero no fue hasta 1997 cuando tuvo su primera aparición, una camioneta de gran tamaño que podía albergar en su interior una hasta 7 personas, con una gran comodidad.
En el año de 1999 se le incrementó la potencia además de recibir unos cambios estéticos menores. Esta primera generación compartía partes mecánicas y estéticas con su hermano de mayor lujo, el Lincoln Navigator teniendo unas motorizaciones de Triton de 4.6 litros y con 215 CV de potencia y otra opción de 5.4 litros y con 260 CV de potencia. Esta primera versión del Expedition era bastante similar con la del Navigator citado antes.

### 2° Generación (2002-2006)

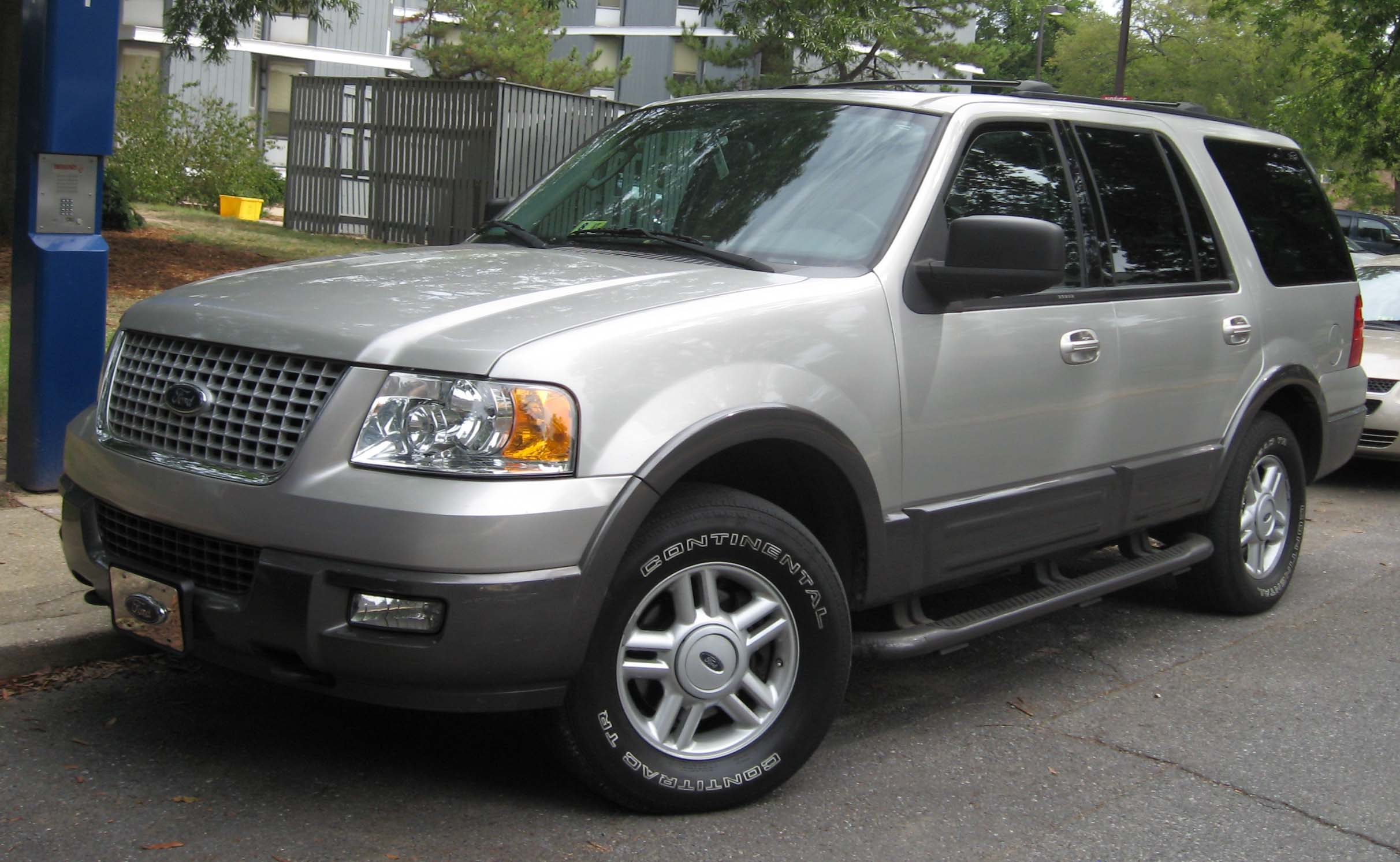
2ª Generación (2002-2006)

Diseñado por Tyler Blake en 1999, esta generación contaba con un motor Tritón V8 de 5.4lts (5407 cm³) y cabe destacar la novedad que se incluía, una nueva suspensión trasera independiente (IRS) que fue no muy bien recibida al principio entre las críticas pero que luego esta novedad mejoraría una mejor conducción en terrenos irregulares al reducir el peso de la parte trasera del vehículo y también se mejoró el aislamiento sonoro en el interior, ya que la cabina de pasajeros estaba mejor sellada que antes.

### 3° Generación (2007-2017)

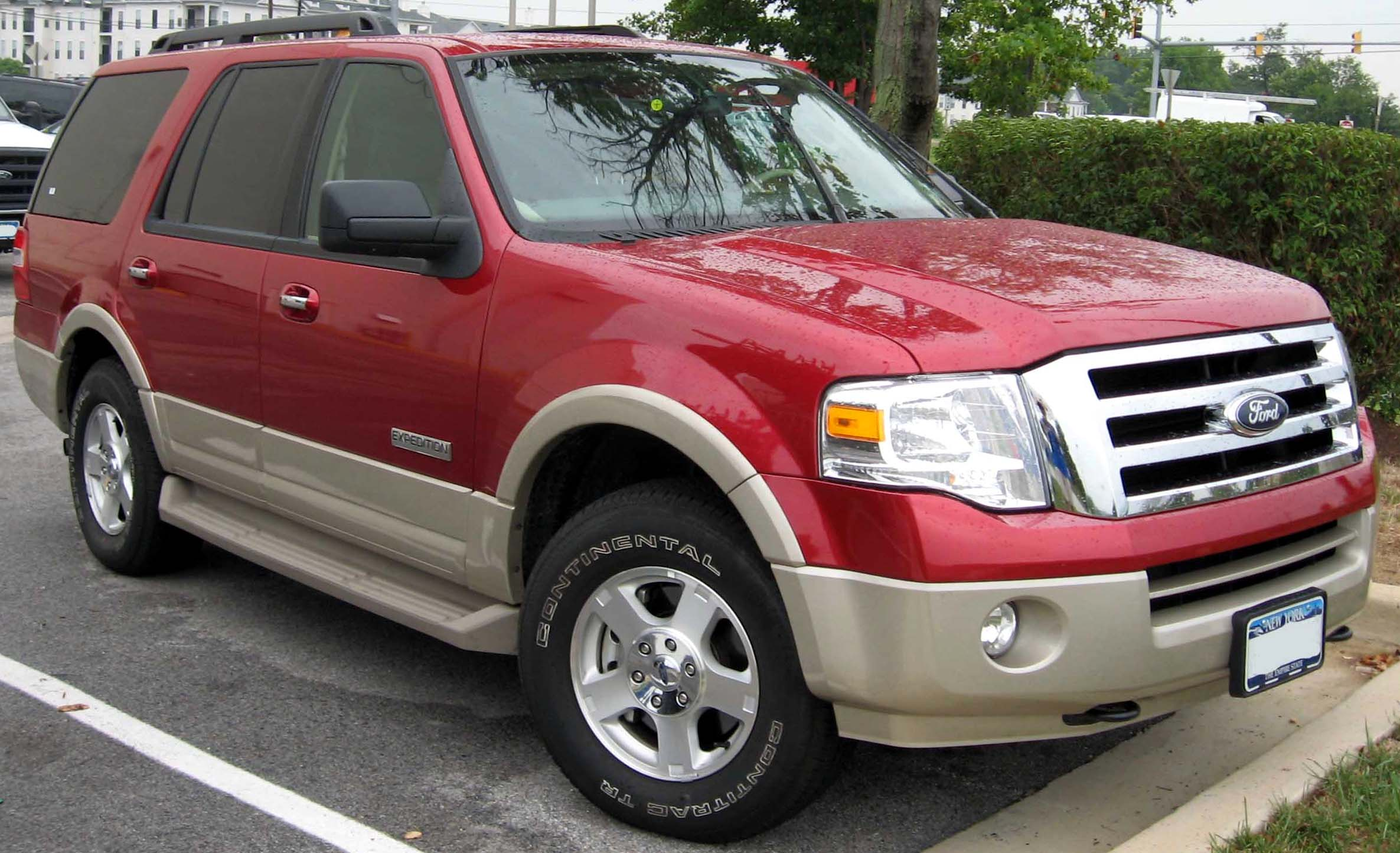
3ª Generación (2007-2017)

Esta generación salió en 2007, cabe destacar que la nueva plataforma T1 reemplazó a la plataforma U y proporciona un 10% más de rigidez torsional. Al igual que en años modelo anteriores, el sistema de suspensión podría tener resortes neumáticos adaptables de aire. El Expedition de esta versión estaba propulsado por un motor de combustión interna Triton de 3 valvulas por cilindro V-8 de 5.4 litros, con una potencia nominal de 320 kW y 495 N·m de la generación anterior de 300 kW. Tres años después de su aparición, en 2009 el Expedition cambia su sede de ensamblaje a Kentucky, Estados Unidos.
Las nuevas características que se incorporaron en el 2015 para el Expedition incluyen un sistema de suspensión independiente opcional revisado en las cuatro ruedas con un sistema inteligente de amortiguación controlada continuamente (CCD) (siendo este sistema el que caracteriza que este modelo sea el primero de Ford en América del Norte en tenerlo) que altera los ajustes de suspensión constantemente con base en 46 parámetros y ofrece modos de confort, normales y deportivos.
Se continúa ofreciendo el sistema de tracción a las cuatro ruedas ControlTrac de tiempo completo seleccionable, pero obtiene un trío de nuevos sistemas electrónicos todo terreno en forma de Hill Ascent Assist (HAA), Hill Descent Control (HDC) y Ford Truck Apps (FTA).

### 4ª Generación (2017-presente)

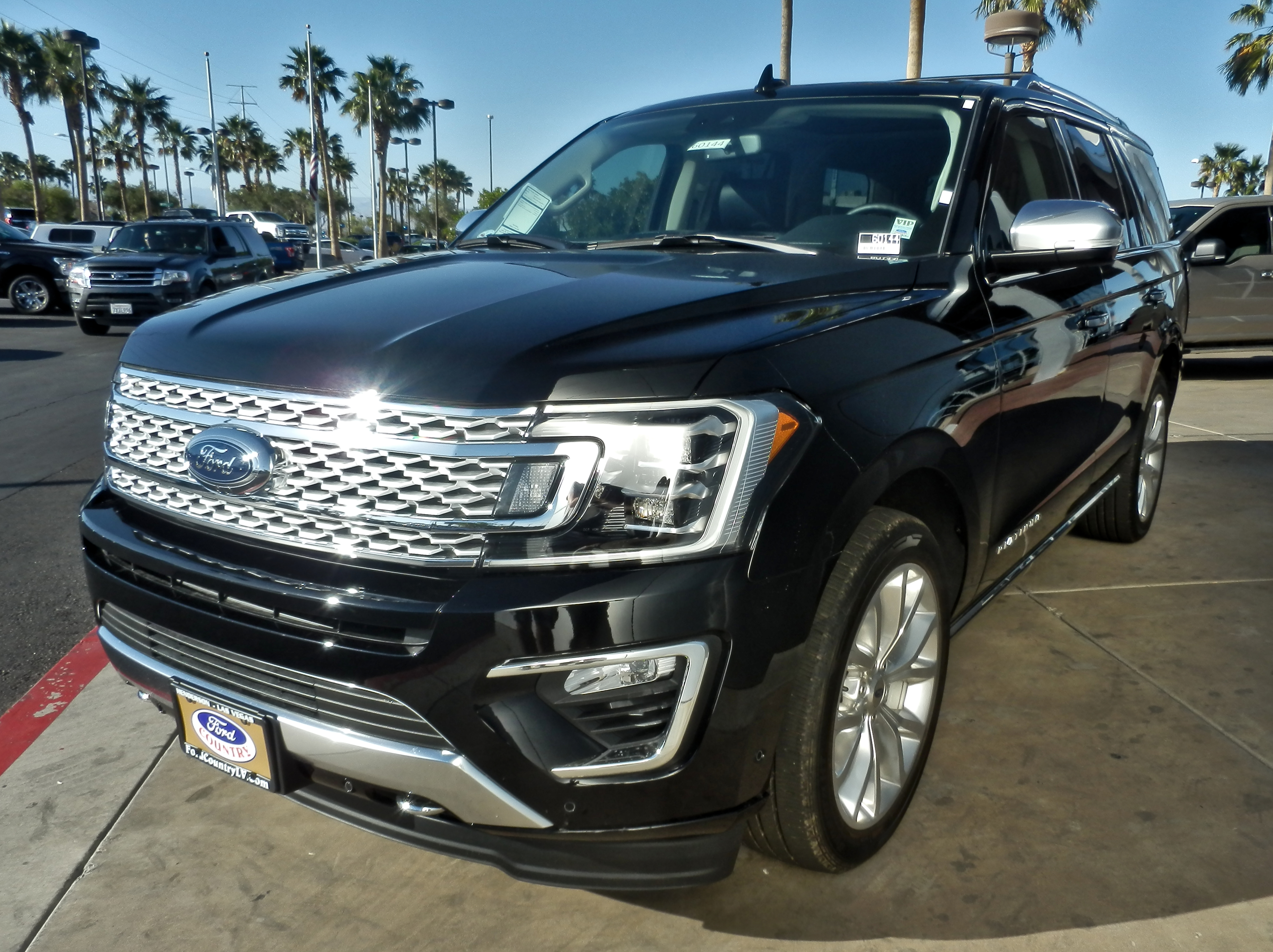
4ª Generación (2017-presente)

La nueva generación, conocida con el nombre clave de U553, se presentó el 7 de febrero de 2017 en las instalaciones de entrenamiento de los Dallas Cowboys, Texas, antes de su debut en el Salón del automóvil de Chicago. La producción de la nueva Expedition comenzó el 25 de septiembre de 2017 y ya hizo su presencia en los concesionarios en noviembre del mismo año.